# Ronnie James Dio-diszkográfia
Ronnie James Dio 53 éves pályafutása alatt (1957-2010) zenekaraival 24 nagylemezt adott ki, ezen kívül szerepel koncert- és válogatáslemezeken is. Élete során rengeteg vendégszereplése volt. 
Néhány korai kislemeze csak a The History of Syracuse Music sorozatban jelent meg 1980-ban.

## Kiadványok

### Ronnie & The Red Caps
| Év   | A-oldal             | B-oldal      | Formátum | Kiadó  | Katalógusszám | Ország | Megjegyzés                                             |
| ---- | ------------------- | ------------ | -------- | ------ | ------------- | ------ | ------------------------------------------------------ |
| 1958 | Conquest            | Lover        | 7"       | Reb    | 59-45-105     | USA    | Dio trombitázott, a zenekar énekese Billy De Wolf volt |
| 1958 | Judy I Love You     | -            | 7"       | -      | -             | -      | kiadatlan                                              |
| 1960 | An Angel Is Missing | What I'd Say | 7"       | Seneca | S 178-102     | USA    | -                                                      |

### Ronnie Dio & The Prophets

#### Kislemezek
| Év   | A-oldal                          | B-oldal                               | Formátum | Kiadó          | Kat. szám | Ország      | Megjegyzés                   |
| ---- | -------------------------------- | ------------------------------------- | -------- | -------------- | --------- | ----------- | ---------------------------- |
| 1962 | The Ooh-Poo-Pah-Doo              | Love Pains                            | 7"       | Atlantic       | 2145      | Kanada, USA | -                            |
| 1962 | Will You Still Love Me Tomorrow  | Bad Man In Town                       | 7"       | Audiodisc/Swan | -         | USA         | kiadatlan                    |
| 1963 | Gonna Make It Alone              | Swingin' Street                       | 7"       | Lawn           | 218       | USA         | -                            |
| 1963 | Mr. Misery                       | Our Year                              | 7"       | Swan           | 4165      | USA         | -                            |
| 1963 | Che Tristezza Senza Te           | Our Year                              | 7"       | Derby          | DB 5084   | Olaszország | A Mr. Misery olasz változata |
| 1964 | Mr. Misery                       | Our Year                              | 7"       | Stateside      | 35-ESS.21 | India       | -                            |
| 1964 | Love Potion No. 9                | Love Potion No. 9                     | 7"       | Valex          | 001       | USA         | -                            |
| 1965 | Say You're Mine Again            | Where You Gonna Run To Girl           | 7"       | Kapp           | 697       | Kanada, USA | -                            |
| 1965 | Smiling By Day (Crying By Night) | Dear Darling (I Won't Be Comin' Home) | 7"       | Kapp           | 725       | Kanada, USA | -                            |
| 1965 | Walking Alone                    | The Way Of Love                       | 7"       | Kapp           | 770       | Kanada, USA | -                            |
| 1967 | Walking In Different Circles     | 10 Days With Brenda                   | 7"       | Parkway        | P-143     | USA         | -                            |
| 1967 | Walking In Different Circles     | 10 Days With Brenda                   | 7"       | Cameo-Parkway  | P-143     | USA         | -                            |

#### Album
| Év   | Cím             | Formátum | Kiadó | Kat. szám | Ország | Megjegyzés   |
| ---- | --------------- | -------- | ----- | --------- | ------ | ------------ |
| 1963 | Dio At Domino's | LP       | Jove  | J-108     | USA    | élő felvétel |

### The Electric Elves
| Év   | A-oldal           | B-oldal              | Formátum | Kiadó | Kat. szám | Ország | Megjegyzés |
| ---- | ----------------- | -------------------- | -------- | ----- | --------- | ------ | ---------- |
| 1967 | Hey, Look Me Over | It Pays To Advertise | 7"       | MGM   | K 13839   | USA    | promo      |

### The Elves

#### Kislemezek
| Év   | A-oldal                      | B-oldal            | Formátum | Kiadó | Kat. szám | Ország         | Megjegyzés                            |
| ---- | ---------------------------- | ------------------ | -------- | ----- | --------- | -------------- | ------------------------------------- |
| 1967 | Walking In Different Circles | She's Not The Same | 7"       | Decca | 732507    | USA            | Ronnie Dio & The Prophets-feldolgozás |
| 1970 | Amber Velvet                 | West Virginia      | 7"       | MCA   | MU 1114   | Svédország, EK | -                                     |
| 1970 | Amber Velvet                 | West Virginia      | 7"       | Decca | 732617    | USA            | -                                     |

#### Album
| Év   | Cím                | Formátum | Kiadó | Kat. szám | Ország | Megjegyzés |
| ---- | ------------------ | -------- | ----- | --------- | ------ | ---------- |
| 1971 | Live At The Beacon | LP       | -     | -         | USA    | bootleg    |

### Elf

#### Kislemezek
| Év   | A-oldal                                     | B-oldal              | Formátum | Kiadó           | Kat. szám     | Ország                                     | Megjegyzés                                           |
| ---- | ------------------------------------------- | -------------------- | -------- | --------------- | ------------- | ------------------------------------------ | ---------------------------------------------------- |
| 1972 | Hoochie Koochie Lady                        | First Avenue         | 7"       | Epic            | EPC S 1127    | Németország, Hollandia, Spanyolország, USA | -                                                    |
| 1972 | Hoochie Koochie Lady                        | Hoochie Koochie Lady | 7"       | Epic            | 5-10933       | USA                                        | promo, a dal mono és sztereo felvételeit tartalmazza |
| 1972 | Sit Down Honey (Everything Will Be Alright) | Gambler, Gambler     | 7"       | Eastern Artists | 5015 29B      | USA                                        | promo                                                |
| 1974 | L.A./59                                     | Ain't It All Amusing | 7"       | Purple          | PUR 118       | EK                                         | Franciaországban 1975-ben jelent meg                 |
| 1974 | L.A./59                                     | Ain't It All Amusing | 7"       | MGM             | 14752         | USA                                        | -                                                    |
| 1974 | L.A./59 (sztereo)                           | L.A./59 (mono)       | 7"       | MGM             | M 14752       | USA                                        | promo                                                |
| 1974 | L.A./59                                     | Carolina County Ball | 7"       | Purple          | 1C 006-96 447 | Németország                                | -                                                    |
| 1974 | L.A./59                                     | ?                    | 7"       | Purple          | ?             | Belgium, Olaszország                       | -                                                    |

#### Albumok
| Év   | Cím                                   | Formátum   | Kiadó                            | Megjegyzés                                                                             |
| ---- | ------------------------------------- | ---------- | -------------------------------- | -------------------------------------------------------------------------------------- |
| 1972 | Live At The Bank                      | -          | -                                | bootleg                                                                                |
| 1972 | Elf                                   | LP, CS, CD | Epic                             | -                                                                                      |
| 1973 | Live! And My Soul Shall Be Lifted     | LP, CD     | -                                | bootleg                                                                                |
| 1974 | Carolina County Ball                  | LP, CS, CD | Purple, Line, Safari, MGM        | az USA-ban L.A. 59 címmel jelent meg                                                   |
| 1974 | The History Of Syracuse Music Vol. VI | LP         | ECEIP                            | válogatásalbum, a Rockin' Chair Rock 'N' Roll Blues élő felvételét tartalmazza         |
| 1975 | Trying to Burn the Sun                | LP, CS     | Safari, Interfusion              | -                                                                                      |
| 1978 | The Gargantuan                        | CD         | Safari                           | a Carolina County Ball és a Trying To Burn The Sun albumok együtt, a Happy kivételével |
| 1989 | 20 Years Of Syracuse Rock             | CS         | -                                | válogatásalbum, a Hoochie Koochie Lady élő felvételét tartalmazza                      |
| 1994 | The Elf Albums                        | CD         | Connoisseur Collection, Festival | a Carolina County Ball és a Trying To Burn The Sun albumok egy CD-n                    |

### Rainbow
- Ritchie Blackmore's Rainbow (1975) - brit ezüstlemez
- Rising (1976) - brit aranylemez
- On Stage (1977) - brit ezüstlemez
- Long Live Rock ’n’ Roll (1978) - brit ezüstlemez
- Finyl Vinyl (1986) - élő felvételek és B-oldalas dalok válogatásalbuma; Man on the Silver Mountain és Long Live Rock ’n’ Roll dalokon
- Live in Germany 1976 (1990) - Cologne-i, düsseldorfi és nürnbergi koncertfelvételek az 1976-os világturnéról
- The Best! (1990)
- The Best Of Rainbow (1990) - Man On The Silver Mountain, Long Live Rock'n'Roll, Stargazer, Kill The King, A Light In The Black, Sixteenth Century Greensleeves, Catch The Rainbow, Gates Of Babylon és Starstruck dalokon
- Ritchie Blackmore: Rock Profile Volume Two (1991)
- The Very Best Of Rainbow (1997)
- The Best Of Rainbow: The Millennium Collection (2000)
- All Night Long - An Introduction To Rainbow (2002) - Temple Of The King, Tarot Woman, Stargazer, Lady Of The Lake dalokon
- The Greatest Hits (2002)
- Pot Of Gold (2002)
- Catch The Rainbow: The Anthology (2003)
- Rising Box Set (2003)
- Long Live Rock 'N' Roll Box Set (2005)
- Live In Munich 1977 (2006)
- Deutschland Tournee 1976 (2006)
- Stargazer - The Best Of Rainbow (2006) - Still I'm Sad, Stargazer, Kill the King és Rainbow Eyes dalokon
- Live In Cologne (2007)
- Live In Düsseldorf (2007)
- Live In Nurnberg (2007)
- The Polydor Years: 1975-1986 (2007)
- Anthology 1975-1984 (2009)
- Colour Collection (2009)

### Black Sabbath
- Heaven and Hell (1980) - amerikai platina-, brit aranylemez
- Black And Blue (VHS) (1980)
- Heavy Metal: Music from the Motion Picture (1981) - a The Mob Rules alternatív változata
- Mob Rules (1981) - amerikai arany-, brit ezüstlemez
- Live Evil (1982) - koncertfelvétel
- Dehumanizer (1992)
- Black Sabbath: The Dio Years (2007)
- Live at Hammersmith Odeon (2007)
- The Rules of Hell (2008) - box-set

### Dio
- Holy Diver (1983) - amerikai platina-, brit ezüstlemez
- The Last in Line (1984) - amerikai platina-, brit ezüstlemez
- Sacred Heart (1985) - amerikai aranylemez
- The Dio E.P. (1986)
- Intermission (1986)
- Dream Evil (1987)
- Lock Up the Wolves (1990)
- Diamonds – The Best of Dio (1992)
- Strange Highways (1993)
- Angry Machines (1996)
- Anthology (1997)
- Inferno: Last in Live (1998)
- Master Series (1999)
- Magica (2000)
- The Very Beast of Dio (2000) - amerikai aranylemez
- Anthology Volume Two (2001)
- Killing the Dragon (2002)
- Dio Anthology: Stand Up and Shout (2003)
- The Collection (2003)
- Master of the Moon (2004)
- Evil or Divine – Live in New York City (2005)
- Holy Diver – Live (2006)
- Dio at Donington UK: Live 1983 & 1987 (2010)

### Heaven and Hell
- Live from Radio City Music Hall (2007)
- The Devil You Know (2009)

### Vendégszereplései
- Bobby Comstock And The Counts: Run My Heart 7" Single (1963)
- Austin Gravelding: Self Made Man (1970)
- Roger Glover: Butterfly Ball (1974)
- David Coverdale: Northwinds (1978)
- Kerry Livgren: Seeds of Change (1980)
- Heaven: Where Angels Fear to Tread (1983)
- Rough Cutt: Rough Cutt (1984)
- Hear 'n Aid: Hear 'n Aid (1986)
- Various Artists: A Lump Of Coal (1992)
- Eddie Hardin & Guests: Wizard's Convention (1994)
- Dog Eat Dog: Play Games (1996)
- Munetaka Higuchi: With Dream Castle: Free World (1997)
- Pat Boone: In a Metal Mood: No More Mr. Nice Guy (1998)
- A Tribute to Alice Cooper: Welcome To My Nightmare (1999)
- A Tribute to Aerosmith: Dream On (Yngwie J. Malmsteennel) (1999)
- Deep Purple: Live at the Royal Albert Hall (1999)
- Deep Purple: Live at the Rotterdam Ahoy (2001)
- Deep Purple: The Soundboard Series (2001)
- Kerry Livgren: The Best of Kerry Livgren (2002)
- Eddie Ojeda: Axes 2 Axes (2005)
- Ian Gillan: Gillan's Inn (2006)
- Queensrÿche: Operation: Mindcrime II (2006)
- Tenacious D: The Pick of Destiny (2006)
- Queensrÿche: Mindcrime at the Moore (2007)
- Girlschool: Legacy (2008)
- Various Artists: We Wish You a Metal Xmas and a Headbanging New Year (2008)
- David "Rock" Feinstein: Bitten By The Beast (2010)
- The Rods: Következő album (Vengeance) (2011)

### Média
- The Black Sabbath Story (dokumentumfilm, 2. rész) (1992)
- Metal: A Headbanger’s Journey (dokumentumfilm) (2005)
- Heavy: The Story of Heavy Metal (dokumentumfilm) (2006)
- Tenacious D, avagy a kerek rockerek (film) (2006)

## Külső hivatkozások
- Dio hivatalos honlap
- Tapio's Dio Bio/Discography